# Ny-Ålesund
Ny-Ålesund (literalment en noruec: Nova-Ålesund, abans Brandal City) és una localitat de l'illa de Spitsbergen, a l'arxipèlag de Svalbard, a Noruega. És un dels llocs habitats més al nord del món, està situada a la península de Brøgger sobre la riba sud de Kongsfjorden.
La població varia entre 30 i 150 habitants, majoritàriament científics. Fundada el 1916 per la societat minera Kings Bay Kull Compani AS, Ny-Ålesund que abans tenia la seva seu a Ålesund. L'activitat minera es mantingué estable fins a la Segona Guerra Mundial, quan es va evacuar l'assentament i es van destruir les entrades de les mines. El 1962 cessà en la seva activitat després de l'explosió a una mina on moriren 21 miners. Ny-Ålesund és el punt de partida de moltes expedicions a l'Àrtida, entre elles la de Roald Amundsen, Lincoln Ellsworth i d'Umberto Nobile el 1926.
El 1966, s'hi construí un centre internacional de recerca sobre l'Àrtic i de seguiment del medi ambient. Malgrat la poca població, Ny-Ålesund té el seu propi aeroport i port. Hi ha un museu d'història. Té l'oficina de correus més septentrional del món, una cafeteria i una botiga de souvenirs. El 1964 Noruega va signar un acord amb l'Organització Europea per a la Investigació Espacial per establir una estació de telemetria de satèl·lits. Aquest va ser l'inici de les activitats científiques que actualment es desenvolupen a Ny Ålesund.

## Geografia
Ny-Ålesund està situat a la costa nord de la península de Brøgger, a l'illa de Spitsbergen, a 100 km al nord de Longyearbyen. La ciutat està situada a la costa sud del fiord de Kongs, que desemboca a la mar de Groenlàndia
La península de Brøgger reflecteix diversos períodes geològics. Els estrats més joves són del Carbonífer i del Permià, comprenen la part nord del Mont Zeppelin, compostes de mica i marbre. Spitsbergen havia estat a la latitud del desert del Sàhara i per això hi ha gres roig.
Ny-Ålesund és parada obligatòria dels creuers que arriben per aquestes latituds. També es pot arribar amb avió, amb vols dues vegades per setmana cap a Longyearbyen. Hi ha un hotel, North Pole Hotel. Una de les atraccions turístiques és l'oficina de correus, la més septentrional d'Europa. També hi ha un petit museu de la mineria del carbó.

## Fauna i flora

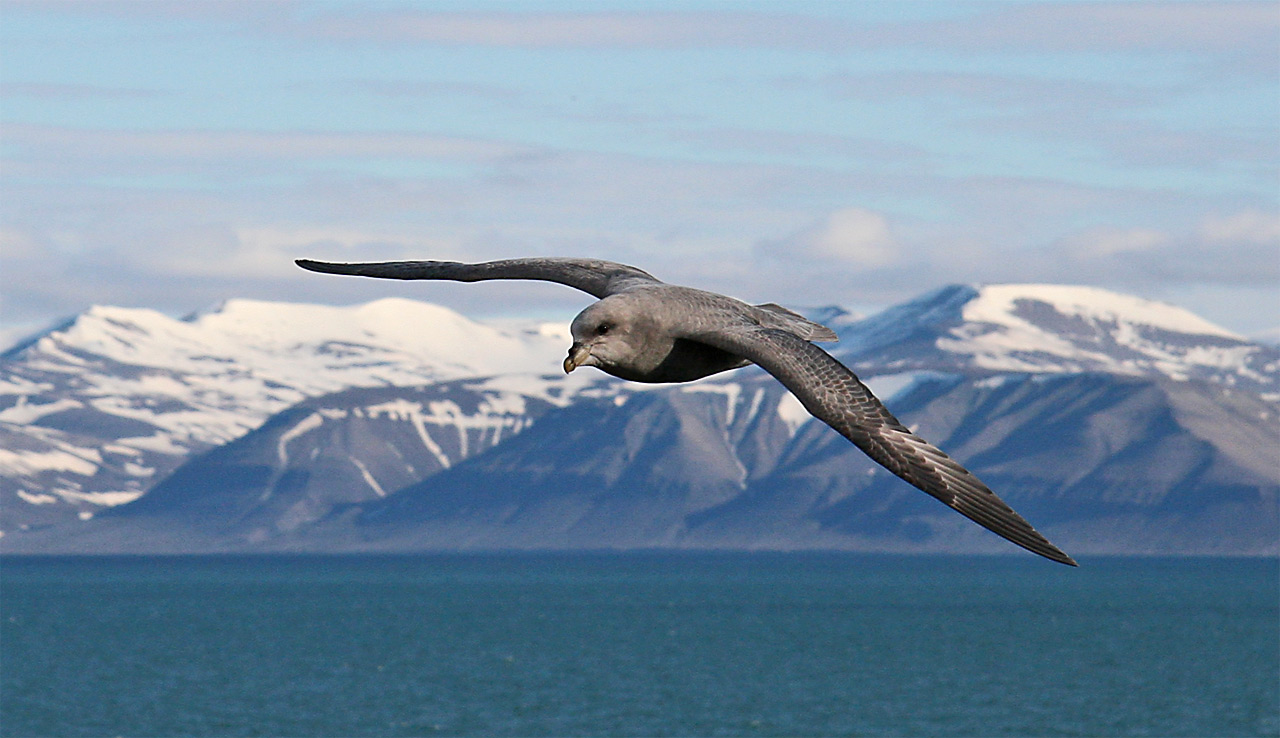
Fulmar boreal de Spitsbergen.

Hi ha molts ocells excepte durant la nit polar que dura uns quatre mesos. A l'hivern es troben els rens, l'os polar, la perdiu blanca i la guineu àrtica.
L'únic rosegador és un talpó Microtus epiroticus, possiblement introduït pels russos de la mina de Grumantbyen. Les temptatives d'introduir altres espècies com la llebre àrtica o el bou mesquer han estat infructuoses.
A l'estiu un gavot fa en total un kg d'excrements molt útils com fertilitzant dels sòls costaners que provoquen una vegetació més intensa.

## Clima
Ny-Ålesund té un clima molt fred, però relativament temperat comparat amb altres zones continentals situades a la mateixa latitud, sobretot a causa del Corrent del Golf. La temperatura mitjana al febrer, el mes més fred, és de -15.2 °C. El mes més càlid és el juliol, amb una temperatura mitjana de + 4,7 °C. 
| Dades climàtiques a Ny-Ålesund                   | Dades climàtiques a Ny-Ålesund | Dades climàtiques a Ny-Ålesund | Dades climàtiques a Ny-Ålesund | Dades climàtiques a Ny-Ålesund | Dades climàtiques a Ny-Ålesund | Dades climàtiques a Ny-Ålesund | Dades climàtiques a Ny-Ålesund | Dades climàtiques a Ny-Ålesund | Dades climàtiques a Ny-Ålesund | Dades climàtiques a Ny-Ålesund | Dades climàtiques a Ny-Ålesund | Dades climàtiques a Ny-Ålesund | Dades climàtiques a Ny-Ålesund |
| Mes                                              | gen                            | febr                           | març                           | abr                            | maig                           | juny                           | jul                            | ag                             | set                            | oct                            | nov                            | des                            | anual                          |
| ------------------------------------------------ | ------------------------------ | ------------------------------ | ------------------------------ | ------------------------------ | ------------------------------ | ------------------------------ | ------------------------------ | ------------------------------ | ------------------------------ | ------------------------------ | ------------------------------ | ------------------------------ | ------------------------------ |
| Màxima rècord °C (°F)                            | 2 (36)                         | 3 (37)                         | 3 (37)                         | 3 (37)                         | 6 (43)                         | 9 (48)                         | 11 (52)                        | 11 (52)                        | 11 (52)                        | 5 (41)                         | 3 (37)                         | 5 (41)                         | 11 (52)                        |
| Màxima mitjana °C (°F)                           | −11 (12)                       | −12 (10)                       | −11 (12)                       | −8 (18)                        | −1 (30)                        | 2 (36)                         | 6 (43)                         | 5 (41)                         | 1 (34)                         | −5 (23)                        | −8 (18)                        | −11 (12)                       | −4 (25)                        |
| Mitjana diària °C (°F)                           | −12 (10)                       | −13 (9)                        | −12 (10)                       | −9 (16)                        | −2 (28)                        | 2 (36)                         | 5 (41)                         | 4 (39)                         | −1 (30)                        | −6 (21)                        | −9 (16)                        | −12 (10)                       | −5 (23)                        |
| Mínima mitjana °C (°F)                           | −13 (9)                        | −16 (3)                        | −14 (7)                        | −11 (12)                       | −3 (27)                        | 1 (34)                         | 4 (39)                         | 3 (37)                         | −2 (28)                        | −7 (19)                        | −11 (12)                       | −14 (7)                        | −6 (21)                        |
| Mínima rècord °C (°F)                            | −33 (−27)                      | −34 (−29)                      | −37 (−35)                      | −32 (−26)                      | −15 (5)                        | −5 (23)                        | −1 (30)                        | −2 (28)                        | −13 (9)                        | −19 (−2)                       | −26 (−15)                      | −32 (−26)                      | −37 (−35)                      |
| Precipitació mitjana mm (polzades)               | 32 (1.26)                      | 36 (1.42)                      | 45 (1.77)                      | 23 (0.91)                      | 18 (0.71)                      | 18 (0.71)                      | 28 (1.1)                       | 28 (1.1)                       | 46 (1.81)                      | 37 (1.46)                      | 33 (1.3)                       | 31 (1.22)                      | 385 (15.16)                    |
| Mitjana de dies de precipitació                  | 15                             | 15                             | 14                             | 16                             | 16                             | 15                             | 16                             | 16                             | 18                             | 20                             | 20                             | 16                             | 197                            |
| Mitjana de dies de neu                           | 15                             | 14                             | 14                             | 15                             | 14                             | 6                              | 3                              | 2                              | 11                             | 18                             | 18                             | 15                             | 145                            |
| Humitat relativa mitjana (%)                     | 71                             | 78                             | 76                             | 74                             | 76                             | 81                             | 83                             | 80                             | 77                             | 71                             | 71                             | 69                             | 76                             |
| Font: Ny-Ålesund, Norway Travel Weather Averages |                                |                                |                                |                                |                                |                                |                                |                                |                                |                                |                                |                                |                                |

## Recerca

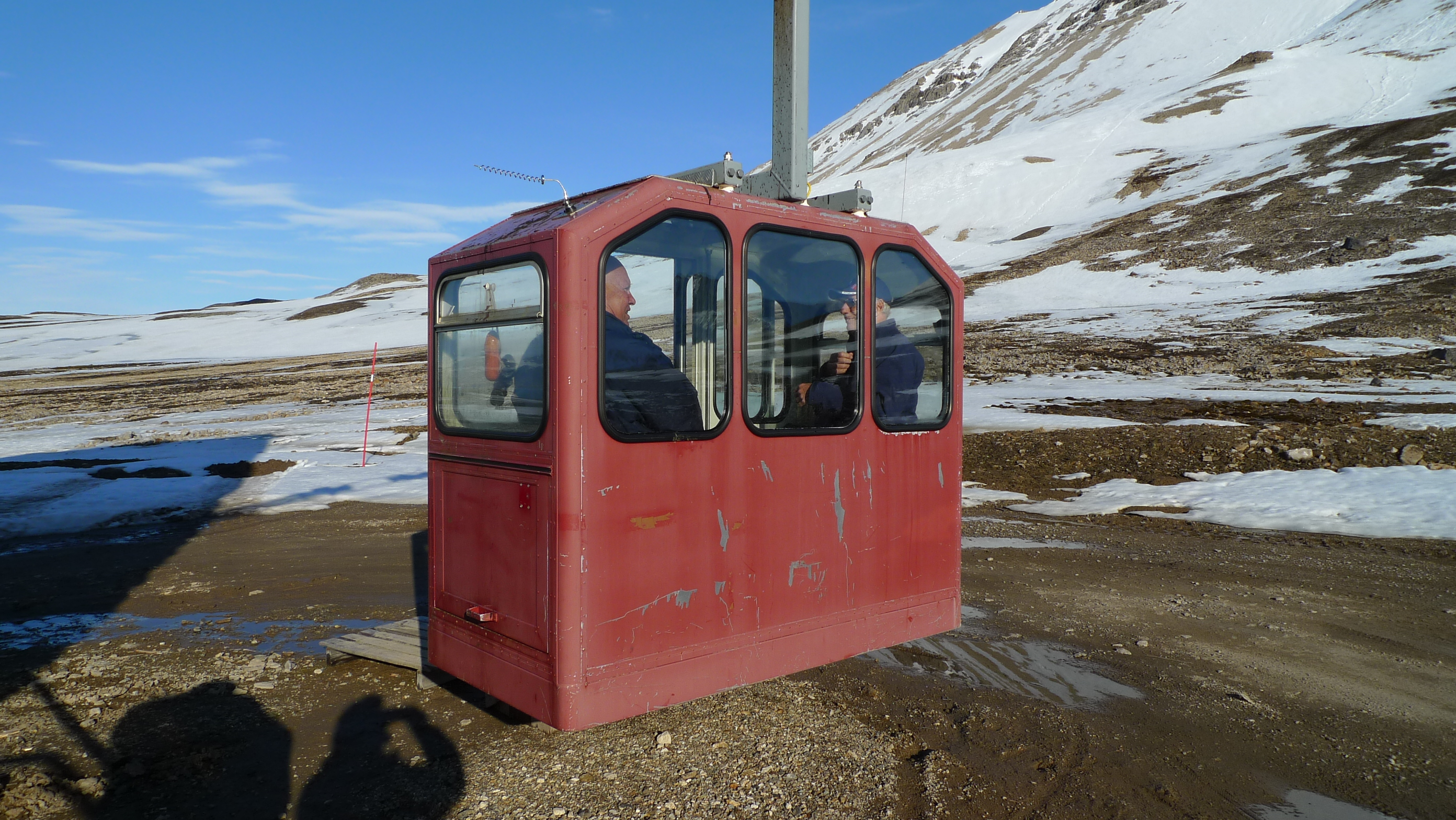
La gòndola que s'estén fins Zeppelin Fjellet a Zeppelin

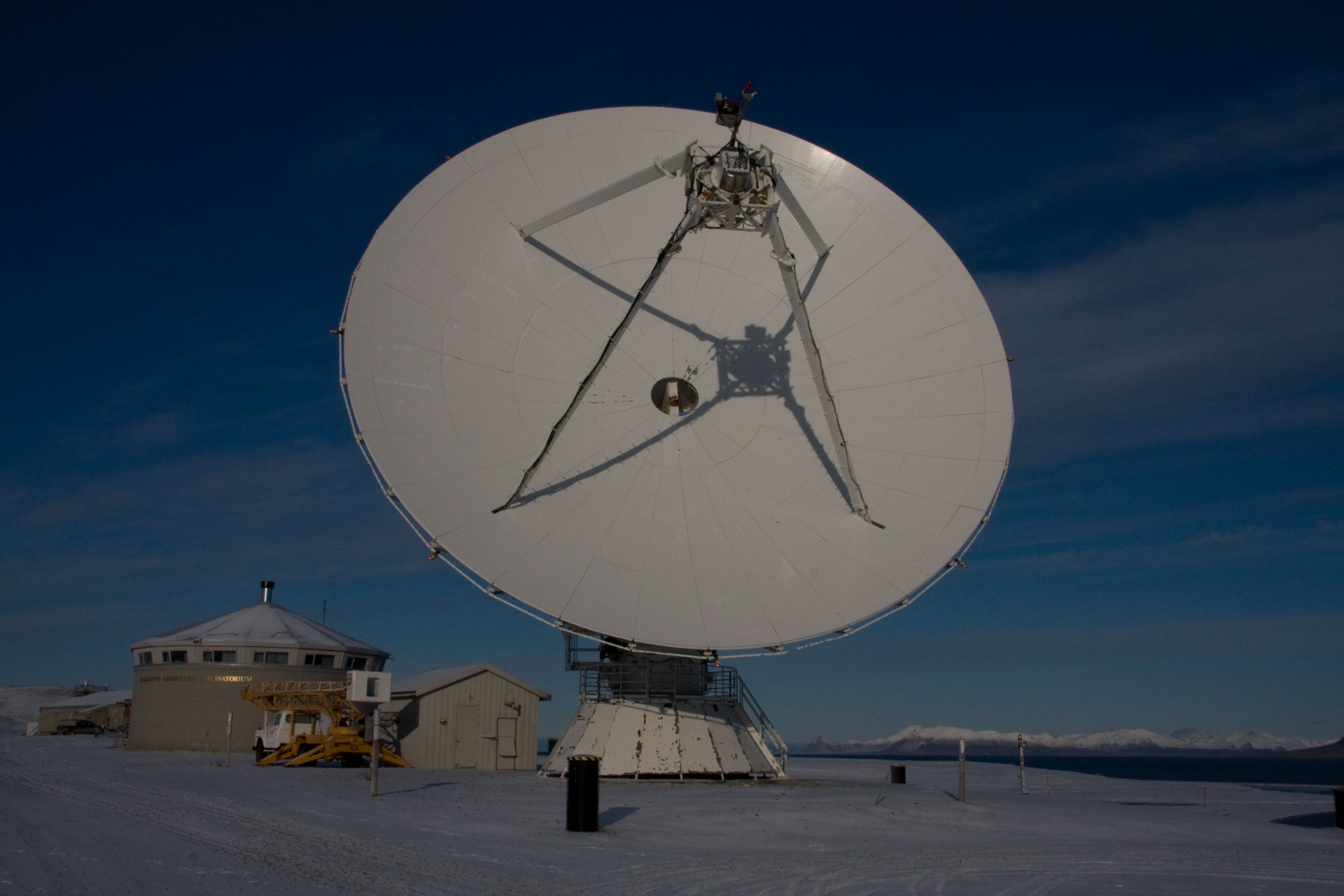
Radiotelescopi VLBI

A Ny-Ålesund s'hi troben quinze estacions d'investigació permanents a càrrec d'organismes de deu països. A més, hi ha diverses institucions que fan recerca permanent sense haver establert les seves pròpies estacions. La majoria de la investigació se centra en les ciències ambientals i de la terra, aprofitant la latitud de l'assentament, prop de l'accés a la naturalesa prístina i el clima relativament suau. En comparació amb altres llocs situats a la mateixa latitud, Ny-Ålesund ofereix una infraestructura ben desenvolupada en termes d'instal·lacions, laboratoris, l'accés i la comunicació. El poble sencer segueix sent propietat i operat per Kings Bay, que proporciona serveis als visitants científics.
Els representants dels instituts participants es reuneixen al Comitè de Gestors de Ciència de Ny-Ålesund (NySMAC) dues vegades a l'any. Els principals objectius del NySMAC són distribuir informació sobre les investigacions existents i planificar futures investigacions. El Fòrum de Ciència Svalbard (SSF) és un organisme que actua com a facilitador d'informació i coordinació de la recerca al llarg de Svalbard. La seva seu és a Longyearbyen, i està presidia pel Consell d'Investigació de Noruega. Entre les tasques de la SSF hi ha la gestió de la recerca a la base de dades de Svalbard (RIS), que conté informació sobre totes les investigacions anteriors i en curs a l'arxipèlag. Kings Bay participa en el SSF i requereix que tots els investigadors a registrar els seus projectes amb RIS. Els nord-americans tenen una presència a la forma d'un grup finançat per la National Science Foundation coneguda com a Svalbard REU que duu a terme investigacions sobre les glaceres que envolten la ciutat.
La següent és una llista de totes les estacions d'investigació permanents a Ny-Ålesund que actualment són en execució. S'estableix el nom de l'estació, la institució que la finança, la nacionalitat, l'any en què es va establir l'estació i la naturalesa de la investigació duta a terme.
| Estació           | Institució                                       | Nationalitat  | Fundació | Recerca |
| ----------------- | ------------------------------------------------ | ------------- | -------- | --- |
| Amundsen–Nobile   | Consiglio Nazionale delle Ricerche (CNR)         | Itàlia        | 2009     | Atmosfèrica |
| Arctic            | Universitat de Groningen                         | Països Baixos | 1995     | Ecologia i altres                                                                                                |
| Riu Groc          | 国家海洋局极地考察办公室                         | Xina          | 2004     | Medi ambient, glaciologia, meteorologia, ecosistemes marins, meteorologia, els mesuraments de l'espai a la Terra |
| British           | British Antarctic Survey                         | Regne Unit    | 1991     | Ciències de la terra i de la vida                                                                                |
| Corbel            | Institut polaire français Paul-Émile Victor      | França        | 1963     | Ciències de l'atmosfera, hidrologia i glaciologia                                                                |
| Dasan             | 뉘올레순                                         | Corea del Sud | 2002     | Química glacial atmosfèrica i geomorfologia periglacial i hidrologia                                             |
| Dirigibile Italia | Consiglio Nazionale delle Ricerche (CNR)         | Itàlia        | 1997     | Medi ambient i clima                                                                                             |
| Himadri           | राष्ट्रीय अंटार्कटिक एवं समुद्री अनुसंधान                       | Índia         | 2008     | Ciències de l'atmosfera, els ecosistemes marins i la contaminació                                                |
| Japanese          | 国立極地研究所                                   | Japó          | 1990     | Física de l'atmosfera, glaciologia, meteorologia, oceanografia i biologia terrestre                              |
| Koldewey          | Helmholtz-Zentrum für Polar- und Meeresforschung | Alemanya      | 1991     | Física de l'atmosfera, la biologia, la química i la geologia.                                                    |
| Marine Laboratory | Kings Bay                                        | Noruega       | 2005     | Biologia marina                                                                                                  |
| Rabot             | Institut polaire français Paul-Émile Victor      | França        | 1999     | Ciències de l'atmosfera i de la vida                                                                             |
| Rocket Range      | Andøya Rakettskytefelt                           | Noruega       | 1997     | Coets de sondeig                                                                                                 |
| Sverdrup          | Institut Polar Noruec                            | Noruega       | 1999     | Diversos |
| VLBI              | Statens kartverk or Kartverket                   | Noruega       | 1992     | Interferometria de Molt Llarga Base                                                                              |
| Zeppelin          | Institut Polar Noruec                            | Noruega       | 1988     | Atmosfèrica |